# Charles-Marie David
Pour les articles homonymes, voir David.
Charles-Marie David est un homme politique français né le 4 mai 1780 à Remiremont (Vosges) et décédé le 22 janvier 1868 à Paris.
Directeur des domaines, il est député des Vosges en 1815, lors des Cent-Jours. Il est ensuite conseiller d’État.